# Наливайки
Наливайки (рос. Наливайки) — присілок в Питаловському районі Псковської області Російської Федерації.
Населення становить 7 осіб. Входить до складу муніципального утворення Утроїнська волость.

## Історія
Від 2015 року входить до складу муніципального утворення Утроїнська волость.

## Населення
| 2001 | 2002 | 2010 |
| ---- | ---- | ---- |
| 9    | →9   | ↘7   |